# Seven Hills (Colorado)
Seven Hills es un lugar designado por el censo ubicado en el condado de Boulder en el estado estadounidense de Colorado. En el Censo de 2010 tenía una población de 121 habitantes y una densidad poblacional de 96,13 personas por km².

## Geografía
Seven Hills se encuentra ubicado en las coordenadas 40°2′1″N 105°19′51″O / 40.03361, -105.33083. Según la Oficina del Censo de los Estados Unidos, Seven Hills tiene una superficie total de 1.26 km², de la cual 1.26 km² corresponden a tierra firme y (0%) 0 km² es agua.

## Demografía
Según el censo de 2010, había 121 personas residiendo en Seven Hills. La densidad de población era de 96,13 hab./km². De los 121 habitantes, Seven Hills estaba compuesto por el 95.87% blancos, el 1.65% eran afroamericanos, el 0% eran amerindios, el 1.65% eran asiáticos, el 0% eran isleños del Pacífico, el 0% eran de otras razas y el 0.83% pertenecían a dos o más razas. Del total de la población el 0% eran hispanos o latinos de cualquier raza.